# Alfred Rethel

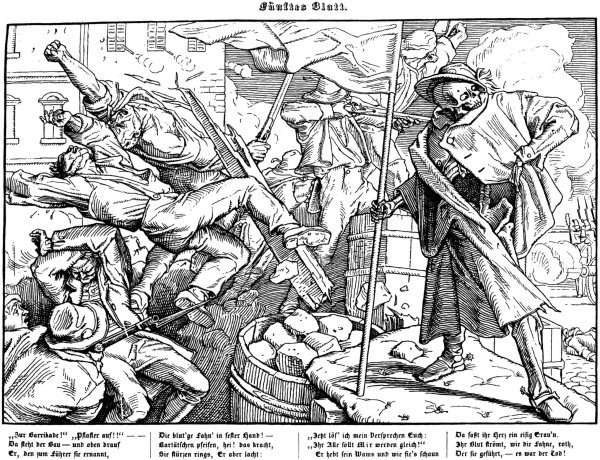
Detalj ur Auch ein Todtentanz von 1848.

Alfred Rethel, född 15 maj 1816, död 1 december 1859, var en tysk konstnär, känd bland sina samtida för sina freskmålningar, medan eftervärlden minns honom för hans mångfaldigt reproducerade svit på dödsdanstema från revolutionsåret 1848. Han var elev till Bastiné och Schadow.